# Carlos Vallin i Ballin
Carlos Vallin i Ballin (* 24. April 1868 in Frankfurt am Main als Karl Gustav Wertheim; † 20. August 1945 in Barcelona) war ein deutsch-spanischer Unternehmer und Leiter der Wertheim Rápida SA.

## Leben
Carlos Vallin i Ballin wurde am 24. April 1868 als fünftes Kind des deutschen Nähmaschinenfabrikanten Joseph Wertheim in Frankfurt am Main geboren. Mit seinen Brüdern Ernst und Paul leitete er zunächst gemeinsam die Geschicke der AG Deutsche Nähmaschinen-Fabrik von Jos. Wertheim.
Am 7. April 1888 kam er erstmals nach Barcelona, um bei der Weltausstellung die Produkte des Unternehmens Wertheim zu präsentieren, und leitete in Folge die bereits 1870 gegründete spanische Niederlassung mit Geschäftsräumen an der Calle Aviñió. Zu seinen Freunden zählte der Unternehmersohn und Maler Ramon Casas i Carbó, der für Wertheim-Nähmaschinen auch mehrere Werbepostkarten gestaltete. Nach dem Tod seiner Eltern legte er 1919 den Namen Wertheim ab und nannte sich Carlos Vallin i Ballin, wobei er nach üblicher spanischer Namensbildung den Mädchennamen seiner Mutter als Namenszusatz hinzufügte.
1915 begann er mit der Eigenproduktion von Nähmaschinen in einer Fabrik im Stadtteil San Marti. In Folge der wirtschaftlich angespannten Situation in Deutschland nach dem Ersten Weltkrieg überzeugte er seine Brüder Ernst und Paul, mit denen er gemeinsam die Geschäftsführung innehatte, die Produktion schrittweise nach Barcelona zu verlagern. Am 6. Februar 1920 wurde auf dem Grundstück Calle Sancho di Ávila 88 eine neue Fabrik, unter der Firma Wertheim Rápida SA eröffnet, wobei ein Teil der Maschinen aus dem Werk in Frankfurt-Bornheim stammte.

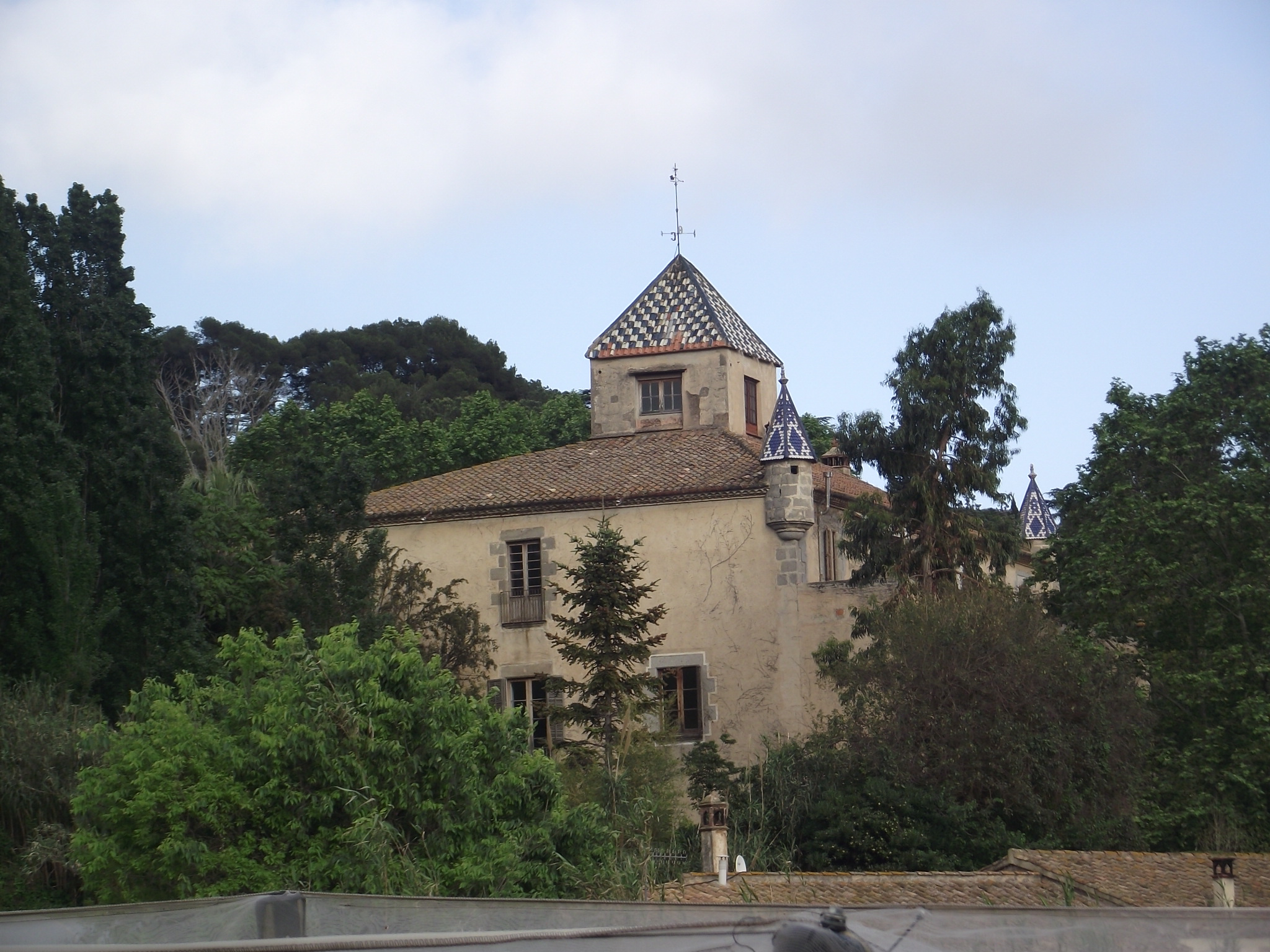
Can Wertheim in Teià

Im Oktober 1920 erwarb Carlos Vallin ein Schloss in Teià bei Barcelona, in dem er bereits bisher die Sommermonate verbracht hatte und nannte es Can Wertheim. Im Juli 1921 heiratete er seine Haushälterin Maria Wischanowska. In der Gesellschaft von Barcelona nahm er eine bedeutende Position ein, so war er unter anderem Präsident des katalanischen Theaters und des nationalen Automobilclubs. Bei der Eröffnung der Weltausstellung Barcelona 1929 lernte er Adriano Olivetti kennen, der hier Schreibmaschinen aus dem Unternehmen seines Vaters präsentierte, und wurde zu einem der Kapitalgeber für die Eröffnung der ersten Filiale von Olivetti in Barcelona.
Im Sommer 1929 fasste Carlos gemeinsam mit seinem Bruder Paul den Entschluss, den verbliebenen Bestand an Maschinen und Werkzeugen aus dem Frankfurter Werk nach Barcelona zu verlagern und den Standort in Frankfurt aufzugeben. Im Jahr 1931 gewann er den Wiener Sexualforscher Eugen Steinach als Treuhänder für das Wertheim’sche Familienvermögen in Zürich. Im Jahr 1932 stellte die AG Deutsche Nähmaschinenfabrik den eigenen Betrieb in Frankfurt ein und übergab den Vertrieb der nunmehr ausschließlich in Barcelona produzierten Nähmaschinen der Gritzner-Kayser AG.
Im Juli 1936 wurde im Zuge des Generalstreiks die Rápida SA von der anarchistischen Gewerkschaft Confederación Nacional del Trabajo (CNT) kollektivisiert, bot Carlos Vallin allerdings an, als einfaches Mitglied der technischen Verwaltung weiter in der Fabrik mitzuarbeiten, was von ihm auch angenommen wurde. Nach den Maiunruhen 1937 wurden die Kollektive in Barcelona wieder aufgelöst und auch die Rápida SA ging wieder ins Eigentum von Carlos Vallin zurück, der die Geschäftsleitung in Folge seiner Frau Maria übergab.
Auf Initiative des schwedischen Konsuls in Barcelona wurde in Can Wertheim und im benachbarten Can Godo in Teia eine schwedisch-katalanische Kolonie eingerichtet, wo rund 200 Kinder aus Regionen, die besonders unter den Wirren des spanischen Bürgerkriegs gelitten hatten, in Sicherheit wohnen und lernen konnten. Die Leitung dieser Kolonie hatte der schwedische Botaniker Eric Svensson inne.
Die Bürgerkriegsjahre überstanden sowohl die Fabrik als auch die Verkaufsräume der Rápida SA in Barcelona unbeschadet. Die allgemein schwierige Wirtschaftslage bewegte Carlos Vallin im Jahr 1943, die Rápida SA an das Unternehmen Hispano Olivetti zu verkaufen. Carlos Vallin verfiel im April 1945 in einen Dämmerschlaf, aus dem er nicht mehr erwachte, und starb am 20. August 1945 in Barcelona. Am 4. September wurde eine Totenmesse in der Basílica de la Puríssima Concepció abgehalten, das Begräbnis am Friedhof Muntjuïc fand in aller Stille statt.
Alleinerbin des gesamten Vermögens war seine Witwe Maria Wischanowska-Vallin; die Ehe war kinderlos geblieben. Nach verschiedenen Quellen soll allerdings Wolfgang Ambrosius Bäuml (1921–1990), Sohn der Schwester von Maria Wischanowska-Vallin, von Carlos Vallin abstammen.

## Belege
1. ↑  Mit Verfügung der preußischen Bezirksregierung Wiesbaden vom 5. September 1919, Pet. 2.24 Sta 1210, erhielt Karl Wertheim die Berechtigung, den Namen Carlos Vallin zu führen.
2. ↑  Archivierte Kopie (Memento vom 27. Dezember 2018 im Internet Archive)
3. ↑  Archivierte Kopie (Memento vom 27. Dezember 2018 im Internet Archive)

| Personendaten    | Personendaten                                   |
| ---------------- | ----------------------------------------------- |
| NAME             | Vallin i Ballin, Carlos                         |
| ALTERNATIVNAMEN  | Wertheim, Karl Gustav                           |
| KURZBESCHREIBUNG | deutscher Unternehmer und Nähmaschinenfabrikant |
| GEBURTSDATUM     | 24. April 1868                                  |
| GEBURTSORT       | Frankfurt am Main                               |
| STERBEDATUM      | 20. August 1945                                 |
| STERBEORT        | Barcelona                                       |